# Tony Rutter
Tony Rutter (Wordsley, 24 september 1941 - 24 maart 2020) was een Brits motorcoureur. Hij is tweevoudig Grand Prix-winnaar in het wereldkampioenschap wegrace en behaalde zeven zeges in de Isle of Man TT. Zijn zoon Michael Rutter is eveneens motorcoureur.

## Carrière
Rutter reed zijn eerste Isle of Man TT in 1965. Hij behaalde zeven overwinningen: de Junior TT in 1973 en 1974, de Formula Two TT in 1981, 1982, 1983 en 1985, en de Senior 350 TT in 1982. Ook werd hij tweede in de Senior TT in 1979, derde in de Formula One TT in 1984 en tweede in de Formula One TT in 1985. Zijn zeges in 1973 en 1974 waren tevens Grand Prix-overwinningen en telden ook mee voor de 350 cc-klasse van het wereldkampioenschap wegrace. In het wegrace werd hij tevens Brits kampioen in de 350 cc-klasse op een Yamaha, terwijl hij in 1973 ook nationaal kampioen werd in de 250 cc. Verder reed hij een aantal keer in de TT van Assen en de Grands Prix van Groot-Brittannië en Spanje.
In 1973 zette Rutter de eerste ronde sneller dan 110 mijl per uur neer op het circuit van de North West 200. Tussen 1973 en 1982 behaalde hij negen overwinningen in de race: vijf in de 350 cc-klasse, twee in de 250 cc-klasse en een in zowel de 500 cc als superbike-klasses. Vanwege zijn successen werd hij opgenomen in de North West 200 Hall of Fame. Ook won hij in deze periode acht races in de Ulster Grand Prix. Hij zegevierde tweemaal in de 250 cc- en TT-F1-klasses en eenmaal in zowel de 350 cc, de 500 cc, de TT-F2 en de Classic Race. Tussen 1981 en 1984 werd hij vier jaar op een rij wereldkampioen in de Formule II-klasse van de Formule TT.
De carrière van Rutter leek ten einde te komen toen hij in 1985 zwaar ten val kwam op het Spaanse Montjuïc Circuit. Hij herstelde echter van zijn verwondingen en bleef tot 1991 actief als motorcoureur. Op 24 maart 2020 overleed hij op 78-jarige leeftijd na een kort ziekbed.